# Cricquebœuf
Pour les articles homonymes, voir Criquebeuf.
Cricquebœuf est une commune française, située dans le département du Calvados en région Normandie, peuplée de 266 habitants.

## Géographie

### Localisation
Couvrant 185 hectares, le territoire de Cricquebœuf était le moins étendu du canton d'Honfleur.
| la Manche                      | La Manche                         | Pennedepie |
| Villerville                    | Cricquebœuf                       | Pennedepie |
| Villerville, Trouville-sur-Mer | Saint-Gatien-des-Bois, Pennedepie | Pennedepie |

### Hydrographie
La commune est située dans le bassin Seine-Normandie. Elle est drainée par le cours d'eau 02 de la commune de Saint-Gatien-des-Bois et le cours d'eau 01 de la commune de Cricqueboeuf,,.

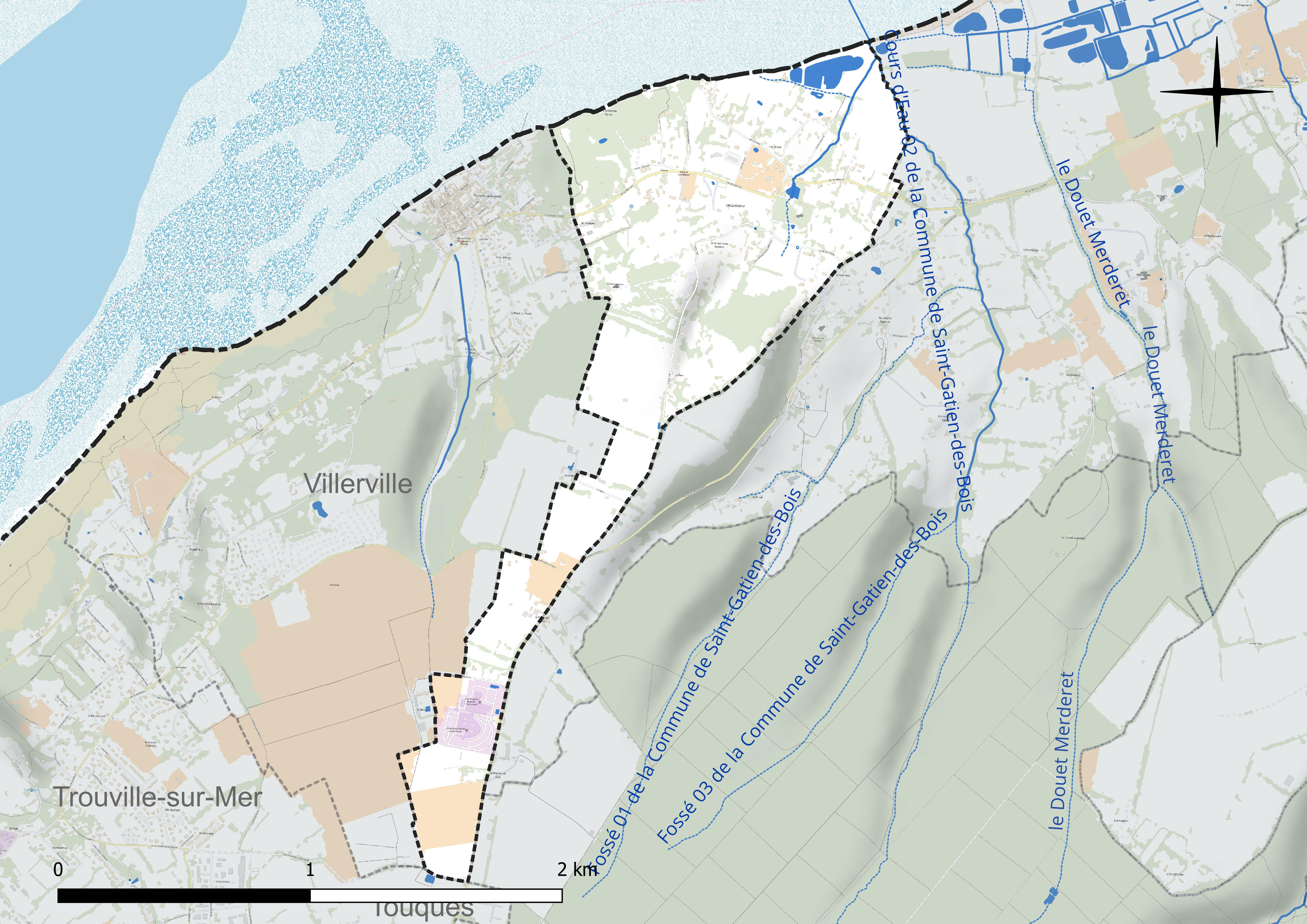
Réseau hydrographique de Cricquebœuf.

### Climat
Pour des articles plus généraux, voir Climat de la Normandie et Climat du Calvados.
En 2010, le climat de la commune est de type climat océanique franc, selon une étude du CNRS s'appuyant sur une série de données couvrant la période 1971-2000. En 2020, Météo-France publie une typologie des climats de la France métropolitaine dans laquelle la commune est exposée à un climat océanique et est dans la région climatique  Côtes de la Manche orientale, caractérisée par un faible ensoleillement (1 550 h/an) ; forte humidité de l'air (plus de 20 h/jour avec humidité relative > 80 % en hiver), vents forts fréquents. Parallèlement le GIEC normand, un groupe régional d'experts sur le climat, différencie quant à lui, dans une étude de 2020, trois grands types de climats pour la région Normandie, nuancés à une échelle plus fine par les facteurs géographiques locaux. La commune est, selon ce zonage, exposée à un « climat contrasté des collines », correspondant au Pays d'Auge, Lieuvin et Roumois, moins directement soumis aux flux océaniques et connaissant toutefois des précipitations assez marquées en raison des reliefs collinaires qui favorisent leur formation.
Pour la période 1971-2000, la température annuelle moyenne est de 10,8 °C, avec une amplitude thermique annuelle de 12,3 °C. Le cumul annuel moyen de précipitations est de 773 mm, avec 11,8 jours de précipitations en janvier et 7,9 jours en juillet. Pour la période 1991-2020, la température moyenne annuelle observée sur la station météorologique la plus proche, située sur la commune de Deauville à 7 km à vol d'oiseau, est de 0,0 °C et le cumul annuel moyen de précipitations est de 0,0 mm. Pour l'avenir, les paramètres climatiques de la commune estimés pour 2050 selon différents scénarios d'émission de gaz à effet de serre sont consultables sur un site dédié publié par Météo-France en novembre 2022.

## Urbanisme

### Typologie
Au 1er janvier 2024, Cricquebœuf est catégorisée commune rurale à habitat dispersé, selon la nouvelle grille communale de densité à 7 niveaux définie par l'Insee en 2022.
Elle appartient à l'unité urbaine de Dives-sur-Mer, une agglomération intra-départementale dont elle est une commune de la banlieue,. Par ailleurs la commune fait partie de l'aire d'attraction de Trouville-sur-Mer, dont elle est une commune de la couronne,. Cette aire, qui regroupe 35 communes, est catégorisée dans les aires de moins de 50 000 habitants,.
La commune, bordée par la baie de Seine, est également une commune littorale au sens de la loi du 3 janvier 1986, dite loi littoral. Des dispositions spécifiques d'urbanisme s'y appliquent dès lors afin de préserver les espaces naturels, les sites, les paysages et l'équilibre écologique du littoral, tel le principe d'inconstructibilité, en dehors des espaces urbanisés, sur la bande littorale des 100 mètres, ou plus si le plan local d'urbanisme le prévoit.

### Occupation des sols
L'occupation des sols de la commune, telle qu'elle ressort de la base de données européenne d'occupation biophysique des sols Corine Land Cover (CLC), est marquée par l'importance des territoires agricoles (79,5 % en 2018), en diminution par rapport à 1990 (94,5 %). La répartition détaillée en 2018 est la suivante : 
prairies (70,7 %), zones urbanisées (19 %), terres arables (8,8 %), zones humides côtières (1,1 %), forêts (0,5 %). L'évolution de l'occupation des sols de la commune et de ses infrastructures peut être observée sur les différentes représentations cartographiques du territoire : la carte de Cassini (XVIIIe siècle), la carte d'état-major (1820-1866) et les cartes ou photos aériennes de l'IGN pour la période actuelle (1950 à aujourd'hui).

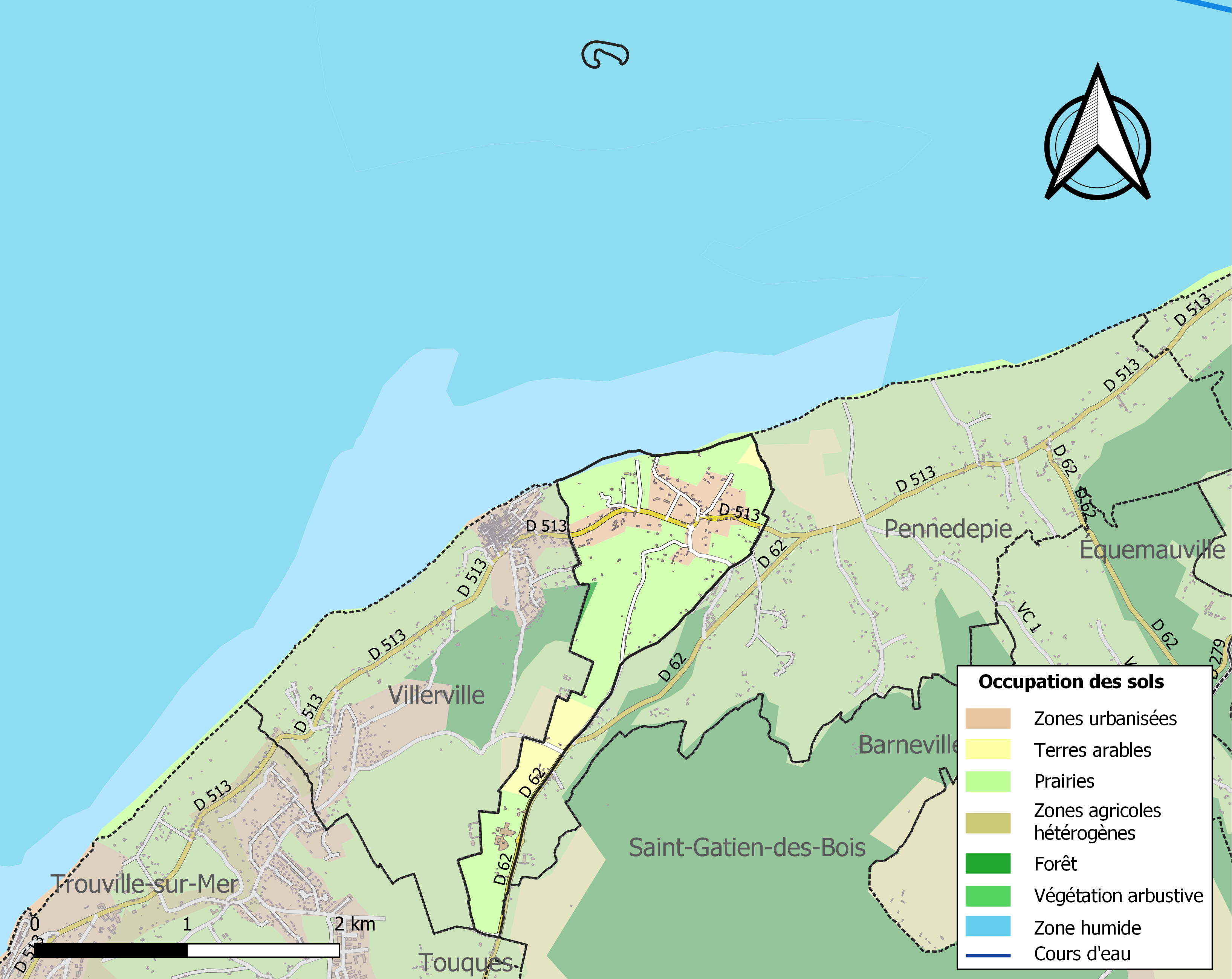
Carte des infrastructures et de l'occupation des sols de la commune en 2018 (CLC).

## Toponymie
Le nom du village est attesté sous les formes Crikeboe en 1198, Crikebuef en 1200.
La similarité des formes anciennes de ce toponyme avec celles de Criquebeuf-la-Campagne (Eure, Crikeboe 1204), Criquebeuf-sur-Seine (Eure, Crikboe XIIe siècle) ou encore Criquebeuf-en-Caux (Seine-Maritime, Crichebou 1079),,, villages situés tous dans la zone de diffusion de la toponymie anglo-scandinave en Normandie orientale, nous montrent qu'il s'agit en réalité d'un nom de lieu en -beuf et non pas en -bœuf comme pourrait le laisser penser la forme moderne. En effet, dans le Calvados, où il reste exceptionnel, les toponymes en -beuf sont souvent écrits -bœuf par analogie avec le nom de l'animal contenu dans les microtoponymes du type Escornebœuf ou Tubœuf.
Cet élément s'explique par le vieux norrois buth (búð) / both (bóð) « baraque, village »,, comme en témoignent les formes les plus anciennes de nombreux lieux en -beuf / -bœuf cf. Daubeuf-la-Campagne (Eure, Dalbuoth 1011), Elbeuf (Seine-Maritime, Wellebuoht 1070 - 81, cacographie pour *Wellebuoth) ou encore Lindebeuf (Seine-Maritime, Lindebeod 1142), tous situés en Normandie orientale.
Le premier élément Cricque- jadis graphié Crike- comme le montrent les formes anciennes, s'interprète sans doute par le vieux norrois kirkja « église », par évolution phonétique romane (métathèse de [r] et amuïssement de la finale). Il n'y a en revanche pas lieu d'y reconnaître le vieux norrois kriki qui a donné le français crique comme le laisseraient penser la phonétique et la localisation de Cricquebœuf. La plupart des autres noms en Crique- ou -crique ne sont pas situés sur le littoral ou au bord d'une rivière.
En outre, on peut mettre en parallèle les Criquebeuf de Normandie avec les Kirkby et Kirby de Grande-Bretagne, dont l'élément kirk- ou Kir- s'explique par le scandinave dans la plupart des cas et que l'on retrouve dans l'anglais dialectal ou le scots kirk.
| Normandie               | Grande-Bretagne |
| ----------------------- | --------------- |
| Criquebeuf (*Kirkeboth) | Kirkby          |
| Daubeuf (*Dalboth)      | Dalby           |
| Elbeuf (*Welleboth)     | Welby           |

Le gentilé est Cricquebœuvien.

## Politique et administration
| Période                                  | Période   | Identité          | Étiquette | Qualité  |
| ---------------------------------------- | --------- | ----------------- | --------- | -------- |
| 1965                                     | mars 2008 | Jean-Gaston Moore | SE        | Avocat   |
| mars 2008                                | En cours  | Albert Depuis     | SE        | Retraité |
| Les données manquantes sont à compléter. |           |                   |           |          |

Le nombre d'habitants, au dernier recensement, étant compris entre 100 et 499, le nombre de membres du conseil municipal est de 11.

## Démographie
L'évolution du nombre d'habitants est connue à travers les recensements de la population effectués dans la commune depuis 1793. Pour les communes de moins de 10 000 habitants, une enquête de recensement portant sur toute la population est réalisée tous les cinq ans, les populations de référence des années intermédiaires étant quant à elles estimées par interpolation ou extrapolation. Pour la commune, le premier recensement exhaustif entrant dans le cadre du nouveau dispositif a été réalisé en 2004.
En 2022, la commune comptait 266 habitants, en évolution de −13,07 % par rapport à 2016 (Calvados : +1,58 %, France hors Mayotte : +2,11 %).
| 1793 | 1800 | 1806 | 1821 | 1831 | 1836 | 1841 | 1846 | 1851 |
| ---- | ---- | ---- | ---- | ---- | ---- | ---- | ---- | ---- |
| 136  | 112  | 109  | 123  | 121  | 121  | 138  | 134  | 105  |

| 1856 | 1861 | 1866 | 1872 | 1876 | 1881 | 1886 | 1891 | 1896 |
| ---- | ---- | ---- | ---- | ---- | ---- | ---- | ---- | ---- |
| 93   | 102  | 114  | 123  | 133  | 134  | 143  | 150  | 163  |

| 1901 | 1906 | 1911 | 1921 | 1926 | 1931 | 1936 | 1946 | 1954 |
| ---- | ---- | ---- | ---- | ---- | ---- | ---- | ---- | ---- |
| 184  | 159  | 143  | 150  | 134  | 113  | 138  | 124  | 126  |

| 1962 | 1968 | 1975 | 1982 | 1990 | 1999 | 2004 | 2006 | 2009 |
| ---- | ---- | ---- | ---- | ---- | ---- | ---- | ---- | ---- |
| 127  | 169  | 130  | 172  | 186  | 182  | 208  | 207  | 201  |

| 2014 | 2019 | 2022 | - | - | - | - | - | - |
| ---- | ---- | ---- | - | - | - | - | - | - |
| 300  | 267  | 266  | - | - | - | - | - | - |

## Santé
- Centre hospitalier de la Côte Fleurie

## Culture locale et patrimoine

### Lieux et monuments
L'église Saint-Martin (XIIe siècle), est appelée « chapelle aux lierres », car elle en est recouverte. Elle est inscrite au titre des monuments historiques. Ce sanctuaire possède un clocher dont le toit est « en bâtière », ce qui signifie que son toit a deux versants opposés, les deux côtés formant pignon. Ce genre de disposition architecturale est fréquent en Basse-Normandie, mais ne se rencontre pas en Haute-Normandie.
L'ancienne mairie, située face de l'église, est typique des petites mairies du pays d'Auge.

### Cricquebœuf et la littérature
L'écrivain et humoriste Alphonse Allais, originaire de Honfleur, notait « En revennant de Villerville ou en y allant, ne pas manquer de visiter l'hôtel de ville de Cricquebœuf. Ce monument, par son style et ses dimensions, rappelle à s'y tromper le tombeau de famille de M. Thiers au Père-Lachaise. »

### Personnalités liées à la commune
- Francia Séguy (1914-2013 à Cricquebœuf), actrice.
- Charles-Albert Walhain (1877-1936), sculpteur et artiste peintre, a habité le clos des Renards[réf. nécessaire].
- Yves Mirande (1876-1957), dramaturge, scénariste et réalisateur, le clos des Renards[réf. nécessaire].
- Jane Mayer dite Jane Marnac (1892-1976), actrice et cantatrice, a habité Le clos des Renards[31].
- Marcelle Jeanniot (1879-1965), comédienne, fille de l'artiste peintre Pierre Georges Jeanniot et épouse de l'acteur Charles Dullin, a habité le clos des Renards[réf. nécessaire].